# Ernest Schaffner
Pour les articles homonymes, voir Schaffner.
Ernest Schaffner, né le 30 avril 1901 à Strasbourg et mort le 23 septembre 1966 à Lens, est un médecin, militant socialiste, résistant et homme politique français.

## Biographie
Ernest Friedrich Heinrich Schaffner, né le 30 avril 1901 à Strasbourg, est le fils de Georg Friedrich Schaffner, secrétaire de mairie, chargé des travaux urbains et de Saloméa Meyer, directrice d'une école de cuisine. Ses parents sont de religion protestante.
En 1927, son diplôme en poche, après des passages dans divers sanatoriums dont ceux de Budapest et de Barcelone, il est chargé d’une mission, à Lens, au cœur du pays minier, pour évaluer les besoins de santé de cette population que l’on appelle les gueules noires. Il se marie le 22 mars 1934 à Lens avec Céline Marcel Piette, il est le père de quatre enfants, Yves, qui sera médecin biologiste et le chef du Centre de Transfusion Sanguine de Lens, Jacqueline, Bernard dont l'épouse, Anne-Marie Schaffner sera élue députée européen et Claude qui sera directeur adjoint d'une maison d'enfants au Capreau, à Wasquehal.

### Santé
Il organise très vite des services de phtisiologie dans les caisses de secours des mines de Lens, Carvin, Liévin, Courrières, Dourges et Ostricourt. Ernest Schaffner voit dans quelle détresse se trouvent les mineurs silicosés et il est le premier à s’attaquer au dépistage de cette maladie, à sa prévention et à son traitement.
Après observation des poumons, au moyen de la radiographie, il remarque des taches anormales et s’en inquiète.
Il fait des centaines de radiographie par jour, ne voulant laisser aucun mineur à l’abandon. Mais à cette époque, les appareils à rayons X ne sont pas aussi sécurisés et Schaffner a les mains atteintes de radiodermite, un mal qui ronge la peau. Un à un, ses doigts noircissent, les amputations se succèdent mais Schaffner, homme à la puissance de travail extraordinaire, poursuit son combat contre la silicose.

### Politique
Le 12 mai 1935, il entre au conseil municipal de Lens sur la liste SFIO présentée par le député-maire Alfred Maës qui débute alors sa carrière politique.
En 1941, le gouvernement de Vichy le relève de ses fonctions de médecin-chef de l’hôpital de Lens car, engagé volontaire dans les Forces françaises libres, en 1940, il organise le réseau de résistance des médecins dans la région minière. Il retrouve ses fonctions, à la libération, le 1er septembre 1944.
Le 16 octobre 1947 il devient maire de Lens. Il devient conseiller général en 1951, puis député en 1958.
En 1955, il est fait officier de la Légion d'honneur, sur son lit d’hôpital, et on le cite à l’ordre de la Nation. Émus également, les mineurs délèguent deux jeunes galibots au chevet de l’homme aux bandelettes, pour lui remettre un message de sympathie. Ernest Schaffner pleure en embrassant François Pieckowiack et Paul Parent.
Il meurt le 23 septembre 1966.

## Récompenses et distinctions

### Décorations
- Officier de la Légion d'honneur (1955)[7]
- Commandeur de l’Ordre de la Santé Publique
- Citation à l'ordre de la Nation

## Postérité et hommages
- Le Centre hospitalier de Lens est nommé Dr Ernest Schaffner
- Un collège à Roost-Warendin porte son nom